# Hermíona
|  | Aquest article tracta sobre la ciutat d'Hermíone. Si cerqueu el personatge mitològic, vegeu «Hermíone (mitologia)». |

Hermíona (o Hermíone; en grec antic: Ἑρμίονη, Hermione), localment Hermíon (en grec antic: Ἑρμιών; gentilici Ἑρμιονεύς, hermioneu), fou una polis de la part sud de l'Argòlida. Les ruïnes de la ciutat es troben sota l'actual població homònima (en grec modern: Ερμιόνη, Ermioni).

## Territori
El seu territori, anomenat Hermiònida (Ἑρμιονίς γῆ), tenia una extensió de més de 200 km², i limitava al nord-est amb la Trezènia, al nord-oest amb l'Epidàuria i al sud-oest amb l'Halíada. L'Hermiònida comprenia tot el Golf Hermiònic, amb les illes de Pitiüssa, Arístera, Aperòpia i Hidra; aquesta darrera fou comprada al segle vi aC pels samis, i posteriorment cedida a Trezè. Es calcula que, al segle v aC, la polis tenia entre 5.000 i 7.500 habitants.
A la frontera amb Trezè s'erigia el temple de Demèter Termàsia, no gaire lluny del cap Escil·lèon, a l'oest, i a prop hi havia la població d'Èleos, que pertanyia a Hermíona. Cap a l'oest, ja dins el golf Argòlid, hi havia el port de Mases, que era a prop de la frontera amb Haliees. En direcció a Argos hi havia el cap Estrutunt (Στροθοῦς), on devia fer frontera amb Epidaure, i cap a l'interior els indrets de Filanòrion, Bòleos i Dídima, on hi havia dos temples. Al sud, Haliees posseïa el territori de la península que acabava al cap de Colièrgia (Κολυεργία).

## Història

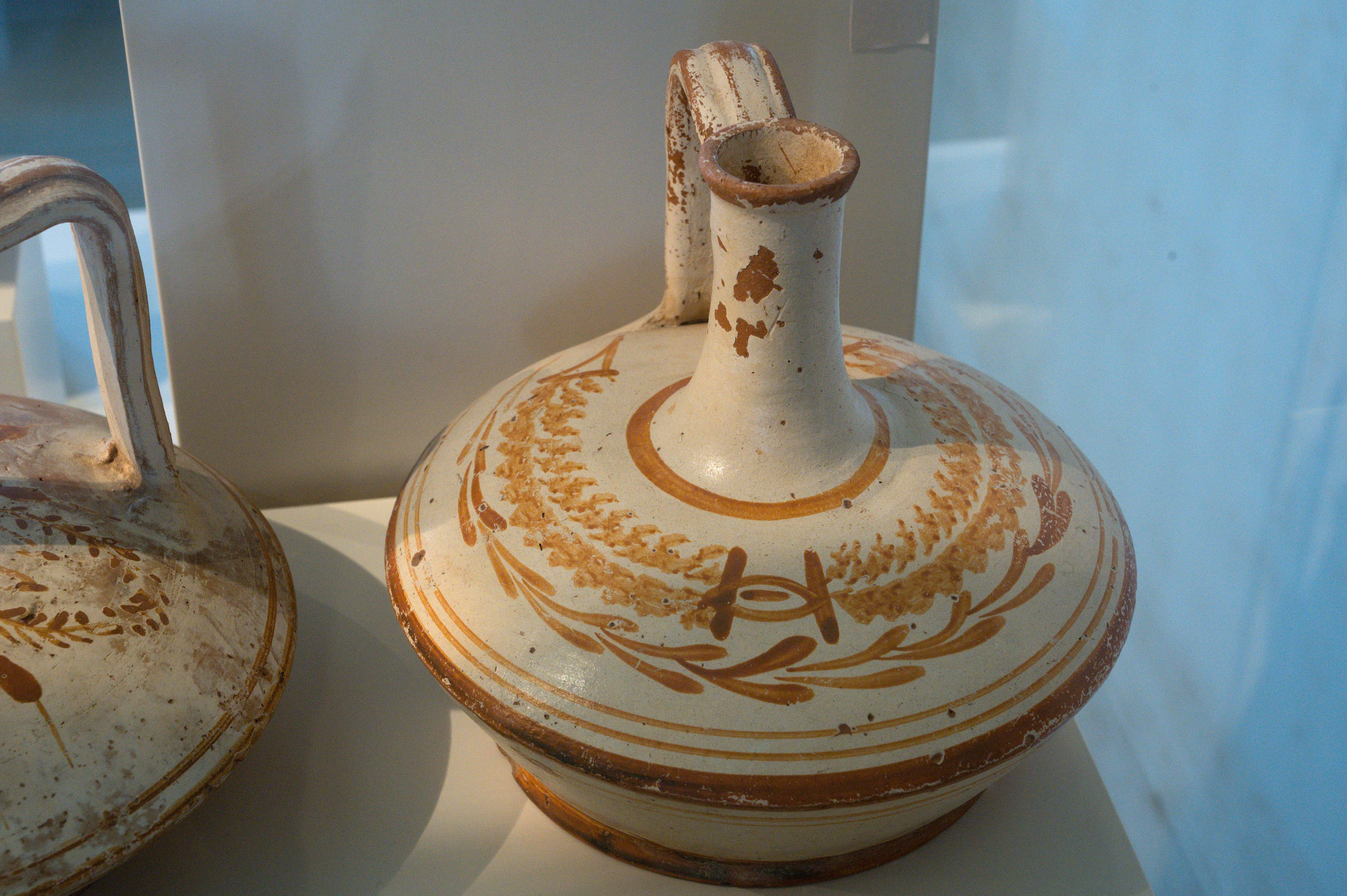
Laginos del procedent d'Hermíona (Museu Arqueològic de Nàuplia)

Segons el mite, transmès per Heròdot, Hermíona va ser fundada pels dríops quan van ser foragitats del Mont Eta i territoris adjacents per Hèracles i es van establir al Peloponnès, on també haurien fundat Àsine i Eíones. Mentre que Àsine i Eíones serien conquerides pels doris, es deia que Hermíona va romandre habitada per dríops. Homer esmenta la ciutat al Catàleg de les naus de la Ilíada com a part dels dominis de Diomedes, rei d'Argos.
Hermíona era membre d'una amfictionia centrada en l'illa de Calaurea, de la qual feien part també Epidaure, Egina, Atenes, Pràsies, Nàuplia i Orcomen, segons Estrabó. Durant les Guerres mèdiques, Hermíona va combatre de part del bando grec, enviant tres vaixells a la batalla de Salamina i 300 homes a la batalla de Platea, segons Heròdot. Posteriorment, va fer part de la Lliga del Peloponnès.
Durant la Guerra del Peloponnès, el territori va ser saquejat pels atenesos. Després de la Batalla d'Egospòtams el 405 aC, Hermíona va romandre lleial als espartans, combatent amb ells a la batalla de Nèmea, i fins i tot després de la batalla de Leuctra. Després de la derrota espartana, Hermíona va pactar una aliança amb Atenes, l'any 369 aC. Pausànies i Estrabó esmenten un període de domini argiu sobre la ciutat, però no hi ha constància que mai es produís cap conquesta que causàs aquest domini.
A la batalla de Queronea, Hermíona passà a dependre de Filip, amb tota la resta de Grècia. Després de la mort d'Alexandre el 323 aC, la ciutat s'afegí a la revolta contra el poder macedoni. El entre els anys 245-243 aC, Arat de Sició, estrateg de Lliga Aquea, va conquerir Acrocorint, i llavors el tirà d'Hermíona es va rendir voluntàriament i la ciutat va entrar a la Lliga. El 146 aC, quan els romans destruïren Corint, Hermíona s'incorporà als dominis dels romans.
La ciutat entrà en decadència durant l'Imperi Romà, però no s'abandonà ni tan sols durant el domini turc, durant el qual prengué el nom de Kastrí. Amb la Independència el segle xix, la ciutat recuperà el nom antic, en grec modern Ermioni.

## Descripció

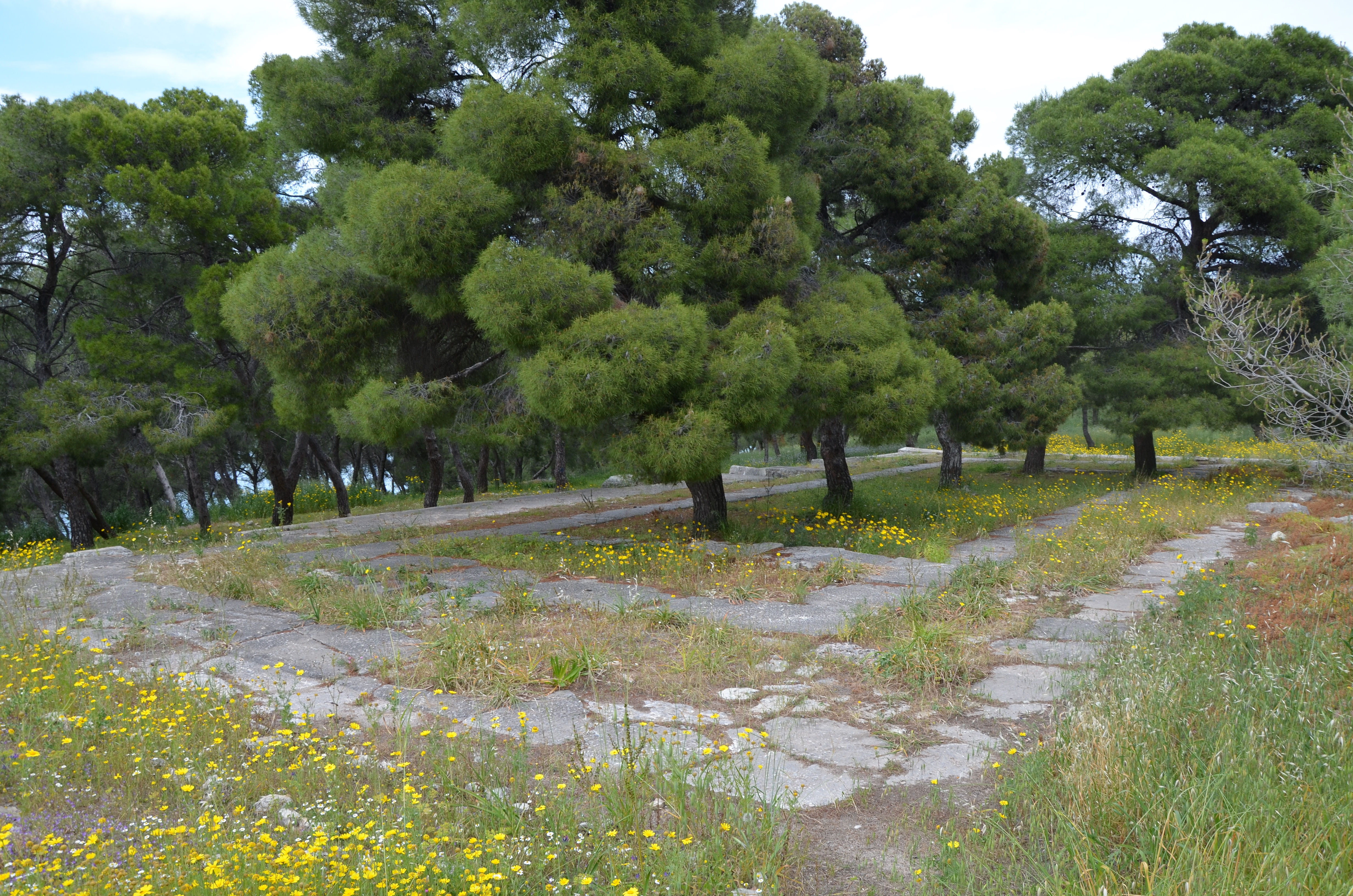
Restes del temple de Posidó d'Hermíona

Pausànies la va visitar, i la descriu com una ciutat gran. La part vella de la ciutat, situada en un promontori d'un quilòmetre de llarg, estava deshabitada; la resta, situada a l'istme del promontori, era prou gran. Tenia un bon port i alguns temples que es mantenien drets a la ciutat antiga, dels quals destacava el dedicat a Posidó.
La ciutat més nova era envoltada de muralles reforçades. Dels nombrosos temples que esmenta Pausànies en aquesta part, el més destacat era el de Demèter Ctònia, situat en un pla de la muntanya. La tradició deia que havia estat fundat per Ctònia, la filla de Foroneu, i per Climen, germà de Ctònia. El santuari era inviolable, però havia estat saquejat pels pirates cilicis. A l'altre costat hi havia un temple menor dedicat a Climen i a la dreta l'estoa d'Eco, que repetia les veus tres vegades. A la rodalia hi havia tres santuaris més, envoltats d'una tanca de pedra: un dedicat també a Climen, un altre dedicat a Hades, i el tercer a la llacuna Aquerúsia. Al santuari de Climen hi havia un forat a terra, i els habitants de la ciutat creien que era el camí més curt per arribar a l'Hades, i per això no posaven diners als ulls o a la boca dels seus morts per pagar al barquer Caront.